# Gryon magneticum
Gryon magneticum är en stekelart som beskrevs av Galloway 1984. Gryon magneticum ingår i släktet Gryon och familjen Scelionidae. Inga underarter finns listade i Catalogue of Life.